# Heidi Hannula
Heidi Hannula, född 26 februari 1980 i Uleåborg, är en finländsk friidrottare, främst sprinter.

## Nationella meriter
Heidi Hannula har tagit åtskilliga medaljer vid nationella mästerskap i slutet av 1990-talet och framför allt i början av 2000-talet. Hon har vunnit tre guld, fyra silver och två brons individuellt på 100 meter och 200 meter samt ett guld och fem silver i stafett 4 × 100 meter.
Inomhus har Hannula vunnit fyra finska mästerskap på 60 meter och tagit två silvermedaljer på samma distans.

## Internationella meriter
Individuellt har Hannula deltagit i tre internationella mästerskap utomhus på sin främsta distans, 100 meter. Vid OS i Sydney 2000 slogs hon ut i försöken efter att ha kommit sexa i sitt heat. Vid VM i Helsingfors 2005 tog hon sig vidare från försöken, men blev utslagen i kvartsfinalen. Vid EM i Göteborg 2006 blev hon på nytt utslagen i försöken.
Med det finska stafettlaget på 4 × 100 meter tog hon sig vidare från försöken vid Sydney-OS, men laget åkte ut i semifinalen efter en sjätteplats. Vid VM i Sevilla 1999 och Osaka 2007 åkte laget ut i försöksheaten. Vid EM i Budapest 1998 tog sig laget till final, där man slutade på sjätte plats.
Inomhus tog sig Hannula till semifinal på 60 meter vid EM i Madrid 2005 och vid VM i Moskva 2006.

## Personliga rekord
| Gren       | Tid   | Vind | Plats      | Datum            |
| ---------- | ----- | ---- | ---------- | ---------------- |
| 100 m      | 11,49 | +1,7 | Lahtis     | 19 augusti 2000  |
| 200 m      | 23,65 | +1,1 | Björneborg | 17 juli 2005     |
| 4 × 100 m  | 44,40 | -    | Riga       | 8 augusti 1999   |
| 50 m inne  | 6,25  | -    | Lievin     | 3 mars 2006      |
| 60 m inne  | 7,24  | -    | Moskva     | 10 mars 2006     |
| 200 m inne | 25,29 | -    | Jyväskylä  | 14 februari 1999 |

Heidi Hannulas rekord på 50 meter inomhus är gällande finskt rekord på distansen (september 2008).